# Урожайна (станція)
Урожа́йна (до 1952 — Курман, крим. Qurman) — проміжна залізнична станція Кримської дирекції Придніпровської залізниці на електрифікованій лінії Джанкой — Севастополь між зупинними пунктами Платформа 1393 км (4 км) та Платформа 1404 км (7 км). Розташована в селищі Курман Курманського району Автономної Республіки Крим.

## Пасажирське сполучення
До 1 квітня 2014 року на станції зупинялися приміські електропоїзди сполученням Сімферополь — Новоолексіївка. Рух поїздів далекого сполучення з материковою Україною тимчасово припинено з 27 грудня 2014 року.
Наразі на станції Урожайна зупиняються приміські електропоїзди сполученням Сімферополь — Джанкой / Солоне Озеро.

## Інфраструктура
Станція обладнана трьома платформами та однією вантажною, яка є високою — для розвантаження вантажних вагонів та надземним пішохідним переходом.
На вокзалі станції є зал чекання, каси продажу квитків приміського та далекого сполучення, багажне відділення.